# إرشاد زراعي

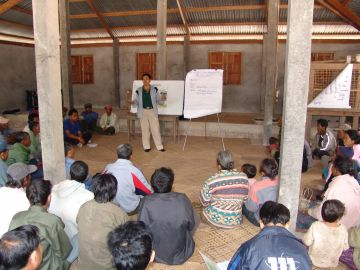

الإرشاد الزراعي هو تطبيق البحث العلمي والمعرفة الجديدة للممارسات الزراعية من خلال تعليم المزارعين. ويشمل مجال «الامتداد» الآن مجموعة واسعة من أنشطة التواصل والتعلم التي ينظمها سكان الريف من قبل معلمين من مختلف التخصصات، بما في ذلك الزراعة ، والتسويق الزراعي، والصحة، ودراسات الأعمال.
يمكن العثور على الممارسين الإرشاديين في جميع أنحاء العالم، وعادة ما يعملون في الوكالات الحكومية. يتم تمثيلهم من قبل العديد من المنظمات المهنية والشبكات والمجلات الإرشادية.تتلقى وكالات الإرشاد الزراعي في البلدان النامية كميات كبيرة من الدعم من منظمات التنمية الدولية مثل البنك الدولي ومنظمة الأغذية والزراعة للأمم المتحدة.

## مصطلحات الإرشاد
بدأ التمديد الحديث في دبلن، ايرلندا في عام 1847 مع المدربين المتجولين اللورد كلارندون خلال المجاعة الكبيرة.توسعت في ألمانيا في 1850s ، من خلال المعلمين الزراعية المتجولة( Wanderlehrer) وفيما بعد في الولايات المتحدة الأمريكية من خلال نظام الإرشاد التعاوني الذي أجازه قانون(Smith-Lever) في عام 1914.
وقد تم تبني هذا المصطلح فيما بعد في الولايات المتحدة الأمريكية، بينما تم استبداله في بريطانيا بـ «الخدمة الاستشارية» في القرن العشرين. يتم استخدام عدد من المصطلحات الأخرى في أجزاء مختلفة من العالم لوصف نفس المفهوم أو مفهوم مماثل:
-العربية: الإرشاد (التوجيه)
--الهولندية: (إضاءة المسار) Voorlichting
- الألمانية: بيراتونغ (العمل الاستشاري) Beratung
-الفرنسية: التشهير(التعميم) Vulgarisation
-الإسبانية: (بناء القدرات) Capacitación
- التايلاندية: (الترويج) Song-Suem
-الفارسية: (الترويج والتوسع) Tarvij & Gostaresh
في الولايات المتحدة، وكيل الإرشاد هو موظف جامعي يقوم بتطوير وتقديم البرامج التعليمية لمساعدة الناس في التنمية الاقتصادية والمجتمعية والقيادة وقضايا الأسرة والزراعة والبيئة. وهناك مجال برنامج آخر يقدمه وكلاء الإرشاد هو برنامج 4-H والأنشطة الشبابية. يعمل العديد من وكلاء الإرشاد لبرامج خدمة الإرشاد التعاوني في جامعات منح الأراضي.يشار إليها أحيانًا كعملاء المقاطعة، أو معلمي الإرشاد. في كثير من الأحيان يتم الخلط بين خبراء الإرشاد ووكالات الإرشاد، حيث يكون الخبراء الإرشاديون من الخبراء المعتادين الذين يوظفون عادة كعلماء وأساتذة جامعات في أقسام مختلفة في نظام الجامعات لمنح الأراضي. وتتراوح الموضوعات من الزراعة وعلوم الحياة والاقتصاد والهندسة وسلامة الأغذية، وإدارة الآفات، والطب البيطري، ومختلف التخصصات المتحالفة الأخرى. يعمل المتخصصون في هذا الموضوع مع وكلاء (عادة في بيئة فريق الولاية أو الإقليمية) لدعم البرامج داخل نظام الإرشاد التعاوني.